# Əlinəzərli
Əlinəzərli è un comune dell'Azerbaigian situato nel distretto di Beyləqan. Conta una popolazione di 1 588 abitanti.